# 대한국악원
대한국악원(大韓國樂院)은 1945년 10월 서울 다옥동(茶屋洞：지금의 茶洞)에 세운 남도·경서도를 막론한 국악 운동의 본산이다. 원장 함화진, 부원장 박헌봉(朴憲鳳), 총무국장 유기룡(劉起龍), 문화국장 임서방, 민요부장 최경식(崔景植) 등이 간부였다. 